# حرب نفسية

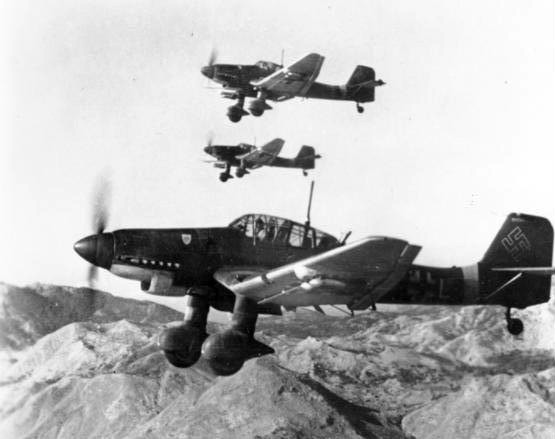

### مفاهيم العمليات النفسية:
تتداخل مفاهيم العمليات النفسية فيما بينها، وتتمازج مدلولاتها الأكاديمية كلما تطورت العلوم النفسية، وكلما تطورت الوسائل التقنية التي تدخل في تحليلات العوامل النفسية، وتقيم مدى تأثيرها على النفس البشرية، ولغرض فك الاشتباك بين هذه المفاهيم تم اللجوء الى القواميس الاكاديمية المعتبرة التي خبرت العلاقة بين العمليات النفسية التي تتعرض لها الشعوب والمجتمعات وبين الأمن القومي وكيفية تأثره بهذا النوع من العمليات.
يحدد القاموس العسكري الخاص بوزارة الدفاع الأمريكية "البنتاغون" وقاموس الأمن القومي الأمريكي، عدة مفاهيم للعمليات النفسية التي تبدو من الوهلة الأولى انها متداخلة او متشابهة مع بعضها البعض:
-       أنشطة التدعيم النفسي psychological consolidation activities: هي أنشطة نفسية مخططة عبر نطاق العمليات العسكرية الموجهة إلى السكان المدنيين الموجودين في المناطق الخاضعة لسيطرة الدول الصديقة من أجل تحقيق السلوك المرغوب فيه الذي يدعم الأهداف العسكرية وحرية العمليات للقادة العسكريين المدعومين.
-       العمليات النفسية psychological operations: وتسمى اختصاراً PSYOP ويطلق عليها ايضاً مصطلح "الحرب النفسية" PSYCHOLOGICALWARFARE، وهي مجموعة متنوعة من التقنيات التي تسعى إلى التأثير على عواطف ومواقف وسلوك جماهير مختارة لدعم الأهداف السياسية والعسكرية، عادة ما تعني الحرب النفسية، محاولات غير مميتة لتحقيق التفوق على العدو من خلال إحباط معنوياته. وتشمل الأساليب إلقاء المنشورات وبث البرامج الإذاعية والتلفزيونية واستخدام مكبرات الصوت وشن الحملات الدعائية على مواقع التواصل الإجتماعي.
يمكن شن الحرب النفسية بشكل مستقل أو كمضاعف للقوة يضاعف من آثار العمليات العسكرية التقليدية، كما يمكن تصميم حملات الحرب النفسية بشكل خاص وفقاً لطبيعة لجمهور المستهدف، وتسعى عمليات الحرب النفسية ضد جنود العدو، والتي تسمى أحيانًا الحرب النفسية في ساحة المعركة، إلى خفض الروح المعنوية والتشجيع على الاستسلام، وغالباً ما يستخدم المحاربون النفسيون منشورات تهديدية لتخويف العدو قبل الهجوم، وقد تقترن برسائل أخرى تقدم حوافز للانشقاق.
فريق تقييم العمليات النفسية psychological operations assessment team: فريق صغير مصمم خصيصاً (حوالي 4-12 فرداً) يتكون من مخططي العمليات النفسية وأخصائيي توزيع/نشر المنتجات واللوجستيات، حيث يتم نشر الفريق في مسرح العمليات بناءً على طلب قائد القوات المقاتلة لتقييم الموقف، ووضع أهداف العمليات النفسية والتوصية بمستوى الدعم المناسب لإنجاز المهمة، ويسمى أيضاً بفريق العمليات النفسية.
-       مؤشرات تأثير العمليات النفسية psychological operations impact indicators: حدث يمكن ملاحظته أو تغيير سلوكي يمكن تحديده بشكل موضوعي ليعكس تأثير نشاط العمليات النفسية على الجمهور الأجنبي المستهدف في نقطة زمنية معينة، وهو دليل مقياس يتم التأكد منه خلال المرحلة التحليلية لعملية تطوير العمليات النفسية لتقييم درجة تحقيق اهداف العمليات النفسية.
اما مفهوم العمليات النفسية الصامتةSilent Psychological Operations : والذي يعرف اختصاراً ((Silent PSYOP: فهو يركز على التأثير على الأفراد أو المجتمعات او الشعوب بطريقة خفية وغير ملحوظة دون وعيهم، ويتضمن أساليب تلاعب غير مباشرة مصممة بحيث لا يمكن ان يلاحظها أحد، فهي أساليب مخفية ومتدرجة وخارجة عن الوعي الى حين تحقيق التغيير (لاشعورياً) من خلال تغيير ثقافات وسلوكيات الشعوب والمجتمعات المستهدفة.

## الحرب النفسية(أوالحرب السيكولوجية، أو الجوانب الأساسية للعمليات النفسية الحديثة، أو علميات دعم المعلوماتالعسكرية، أو الحرب السياسية، أو «القلوب والعقول»، أو البروباغندا) مصطلح «يشير إلى أي فعل يمارَس وفق أساليب نفسية لاستثارة رد فعل نفسي مخطَّط في الآخرين». تُستعمَل فيها أساليب عديدة، وتَستهدف التأثير فيما لِلأهداف من نُظم قِيَمية أو عقائدية أو مشاعر أو دوافع أو منطق أو سلوكات. تُستعمل لانتزاع اعترافات أو تعزيز مواقف وسلوكات تناسب أغراض مَن يشنّها، وأحيانًا ما يُجمع بينها وبين العمليات السوداء أو الرايات المزيفة. وتُستعمل أيضًا في إحباط الأعداء، بتكتيكات تستهدف حطّ معنويات قواتهم.[2][3]
ربما كان المستهدَف: حكومات أو منظمات أو جماعات أو أفرادًا، لا مجرد الجنود. ويمكن استهداف مدنيين في مناطق أجنبية بتقنيات ووسائل إعلام، للتأثير في حكوماتهم.
في كتاب بروباغندا: تشكيل مواقف الرجال تناول جاك إلُول الحرب النفسية بوصفها ممارسة من ممارسات السلام الشائعة كما أنها صورة من صور العدوان غير المباشر. نوع البروباغندا هذا يسوِّء الرأي العام في أي نظام معارِض بتجريده من سيطرته على الرأي العام أصلًا. يصعب صد العدوان النفسي، إذ لا توجد محكمة عدل دولية قادرة على دَرْئه، لأنه لا سبيل إلى البتّ فيه قانونيًّا. «فيها يتعامل صاحب البروباغندا مع خصم أجنبي يريد تحطيم معنوياته بوسائل نفسية، ليبدأ يَشك في صحة معتقداته وأفعاله.»
في التاريخ المكتوب أدلة على نشوب حروب نفسية عبره كله. وفي العصر الحديث اتسع استعمالها. وأتاح الاتصال الجماهيري الاتصال المباشر بجماهير العدو، ومن ثَم استُعمل في حروب عديدة. وفي الآونة الأخيرة أتاح الإنترنت لعملاء في مختلف أنحاء العالم شن حملات بمعلومات مضلِّلة ومغلوطة.

## تاريخها

### مبكرًا
منذ عصور ما قبل التاريخ والزعماء وأمراء الحرب على علم بأهمية إضعاف معنويات الخصوم. في معركة الفرما (525 قبل الميلاد) بين الإمبراطورية الفارسية ومصر القديمة، استَعمل الفرس القططة وغيرها من الحيوانات في تكنيك نفسي ضد المصريين، الذين اجتنبوا إيذاء القططة بسبب معتقداتهم الدينية.
وكان التزلُّف إلى المؤيدين من وجوه الحرب النفسية، ومن أوائل مَن مارسوه: الإسكندر الأكبر الذي نجح في غزو جزء كبير من أوروبا والشرق الأوسط، وحافظ على ما حازه بترقية النُّخبة المحلية إلى إدارة اليونان وثقافتها. وقد خلَّف في كل مدينة تَغلَّب عليها رجالًا ينشرون الثقافة اليونانية ويُخمدون أقوال المعارضين. وكان جنوده يكافَؤون على الزواج من المحليين، ليُستَوْعَبوا.
وأما جنكيز خان، قائد الإمبراطورية المغولية في القرن الثالث عشر بعد الميلاد، فاستعمل أساليب أوضح وأكثر مباشَرة. كان يهزم إرادة العدو من قبل الهجوم أصلًا، فكانت مهادنته ومبايعته أفضل في عيون خصومه من مواجهة غضبه.

## مفاهيم متغيرة ومصطلحات
ليس من السهل بحال ان نضع تعريفًا محددًا للحرب النفسية، أو نحدد مجالها. وحتى وقتنا هذا فإن الحرب النفسية غير واضحة في أذهان الكثيرين على الرغم من الكتابات الأجنبية العديدة التي عالجت هذا الموضوع. والحرب النفسية تبدو في أذهان الناس بمفاهيم مختلفة متغيرة، ولم يتمكن حتى أولئك الذين تخصصوا في هذا الموضوع أن يضعوا هذا الاصطلاح في إطار واضح المعالم. ولقد جاء هذا الاختلاف في تحديد تعريف واضح للحرب النفسية، نتيجة أن مجال نشاطها غير متفق على حدوده، وحتى بين الهيئات المختلفة داخل دولة واحدة، فإن مفهوم الحرب النفسية يختلف وتفسره كل هيئة بشكل متغاير.
اتخذت الحرب النفسية الكثير من المصطلحات التي تعبر ولو، وجدانيًا، عما تدور حوله. وفيما يلي قليل من هذه المصطلحات:
- الحرب الباردة
- حرب الأفكار
- الحرب الأيديولوجية أو العقائدية
- حرب الأعصاب
- الحرب السياسية
- الاستعلامات الدولية
- الإعلام الدولي
- العدوان غير المباشر
- حملة الحقيقة[12]

## الهدف
يسعى دائمًا كل طرف من أطراف النزاع قبل المعركة وفي أثنائها إلى إضعاف موقف الطرف الآخر عن طريق شن هجوم عنيف على القوى الروحية والنفسية لديه، وفي الوقت نفسه يسعى إلى تقوية موقفه هو. ومن الممكن أن تكون هذه الأهداف سياسية، أو اجتماعية، أو عسكرية.

## أساليب الحرب النفسية
يذكر الدكتور ميثم حاتم في كتابه الحرب النفسية في الإعلام الموجه، 23 أسلوبًا للحرب النفسية، منها: الدعاية، التضليل الإعلامي، الإشاعة، غسيل الدماغ، الاستعانة بالمصادر، الانتخاب، بث الشك، افتعال الأزمات، التعتيم الإعلامي.

## أمثلة تاريخية
من أشهر الأمثلة التاريخية في هي:

### حروبجنكيز خان
فالسائد أن جنكيز خان قد استخدم أعدادا هائلة من المقاتلين واجتاح بهم أغلب مناطق العالم، إلا أن الدراسات الحديثة أثبتت أن أراضي وسط آسيا لا يمكن أن تعيل أعدادا كبيره من السكان في ذلك الوقت الذين بإمكانهم غلبة سكان المناطق المجاورة المكتظة بالسكان، فإمبراطورية المغول بنيت بإبداع عسكري ليس إلا، باستخدام قوات مدربة سريعة الحركة واستخدام العملاء والجواسيس مع الاستخدام الصحيح للدعاية، فقد أشاع المغول أن أعدادهم كبيرة وأن طباعهم شرسة وقاسية بغرض إخافة أعدائهم وخفض معنوياتهم. بالرجوع للتاريخ لا يمكننا معرفة من هو أول من عرف التعذيب النفسي ولكن يمكن القول أنه ظهر بصورة مشتته لا يصلح أن نطلق عليها أنها طريقة سائدة من طرق الحروب البشرية مع ذلك.
ومع ذلك يمكن تعريف بأنها الاستعمال المخطط للدعاية ومختلف الأساليب النفسية للتأثير على آراء ومشاعر وسلوكيات العدو بطريقة تسهل الوصول للأهداف.

### رسالة نابليون للديار المصرية
استخدم نابليون الحرب النفسية في غزوه للمشرق العربي. ولا سيما مصر حين أرسل رسالة لأهالي مصر تتسم فيه من استخدامه للكثير من الوسائل المستخدمة في مضمار الحرب النفسية ومنها؛ الخداع عن طريق الحيل والإيهام، إثارة القلق باستخدام وسائل غير مألوفة، الشتائم، افتراءات العدو وعرض قضيته التي يُحارِب من أجلها، خلق قوة خاصة جبارة لا تقهر، التهديد بواسطة التسليح، بث الذعر وإطلاق الشائعات، التحقير من قوة العدو، الإغراء والتضليل والوعد، استخدام الخلافات الدينية والعقائدية، الإرهاب. وهنا يتضح جليًا في نص الرسالة.

### فترة الحرب العالمية الثانية
استطاعت دول المحور، دول روما، برلين، وطوكيو أن تجعل شعوبها أولًا راضية عن القيام بحرب عدوانية، ثم قامت بتفتيت خصومها للحصول على النصر جزءًا بعد آخر، وكان عليها أن تخيف أعدائها المباشرين، وأن تُهدئ خصومها المنتظرين.
وقد اقتضت كل المحاولات التي سبقت العمليات العدائية استخدامًا واسع النطاق للدعاية السوداء برغم ما بُذل من جهد كبير لإخفاء تلك الدعاية. ولقد حقق الألمان في ميدان الدعاية ثلاثة انتصارات:
1. في المجال السياسي يجعل كتلة كبيرة من الرأي العام الدولي ترى أن مستقبل العالم يتوقف على الاختيار بين الشيوعية والفاشية.
2. في المجال الاستراتيجي بأن تبدوا كل ضحية على أنها هي الضحية الأخيرة وبذلك يتقدم الألمان رويدًا رويدًا.
3. في الميدان السيكولوجي باستخدام الذعر الكامل بجعل الشعب الألماني نفسه يخشى من تصفية الشيوعية له، كما استخدمت أفلام عمليات الحرب الخاطفة الألمانية لإخافة الجماعات الحاكمة في دول أخرى ولتحطيم المعنويات، وتسبب عن ذلك ما يُسمى بـ الانهيار العصبي للأمم وذلك بابقائها دائمًا في حالة شك وعدم تيقن مما يُمكن أن يحدث لها غدًا.

من ناحية أخرى لوحظ أن كلًا من ألمانيا وبريطانيا وجدتا في الإذاعة وسيلة فعالة يُمكن توجيهها إلى كل دول أوروبا على الموجات العادية، بل تستطيع كل منهما أن تتداخل في الإذاعة الأخرى بالقيام بما يُسمى أعمال الشوشرة. لقد ركز كل منهما اهتمامه لجذب انتباه أكبر عدد من المستمعين والتأثير في معتقداتهم، وعواطفهم، وولائهم سواء أكانوا أصدقاء أم محايدين أم أعداء.
خرج الألمان بعد ذلك بما يُسمى حرب الإذاعة وأخذوا منه الدرس والمبدأ الأساسي، وهو عدم السماح لإذاعتهم أن تسبق الحوادث والأحداث، إذ كان الراديو الألماني يعد المستمعين أحيانًا لا يستطيع أن يُحققها العسكريون. وقد انتهز البريطانيون ذلك لتوجيه أنظار المستمعين إليها. مما جعل الألمان يضعون ضباط اتصال من الجيش في الإذاعة لمراقبة الإذاعيين في توجيه اذاعتهم.
أما الولايات المتحدة الأمريكية، فلم يكن لديها أي أقسام مدنية أو عسكرية تتوافر لها وسائل الدعاية، ولكن كان لها في الواقع صلات غير مباشرة ببعض الصحف في كل أنحاء العالم ولذلك كان أول ما قام به الرئيس روزفلت أن عين منسقًا للمعلومات Co-ordinator of Information. وامتلأت إدارته بالأخصائيين ولا سيما في القسمين الخاصين بالبحوث والتحليلات. وجمعت أكوام من المعلومات السياسية والجغرافية والاقتصادية، ونسقت عمليات الإذاعة من جهة ومع السياسة الخارجية من جهة أخرى. وكانت الظاهرة العامة التي واجهها الأمريكيون في الحرب النفسية التي تولوها كانت تكمن في الناحية الإدارية.
وفي 13 يونيو 1942، انشأ الرئيس روزفلت إدارة معلومات الحرب لتتولى السيطرة المباشرة وغير المباشرة على كل الدعاية المحلية والدعاية الخارجية في نصف الكرة الغربي الذي بقى تحت إدارة لجنة روكفلر في وزارة الخارجية، وأخذت إدارة معلومات الحرب قسم الإذاعة من إدارة التنسيق، والتي تغير أسمها إلى إدارة الخدمات الإستراتيجية وحددت أغراضها بالآتي:
- استمرار جمع المعلومات.
- القيام بالدعاية السوداء.
- القيام بأعمال المؤامرات والتقويض بالتعاون مع السلطات العسكرية.